# HD192514
HD192514 — хімічно пекулярна зоря спектрального класу
A4 й має  видиму зоряну величину в смузі V приблизно  4,8.
Вона  розташована на відстані близько 716,8 світлових років від Сонця.

## Фізичні характеристики
Зоря HD192514 обертається 
дуже швидко 
навколо своєї осі. Проєкція її екваторіальної швидкості на промінь зору становить  Vsin(i)=175км/сек.